# Ignaz Schuppanzigh
Ignaz Schuppanzigh (Viena (Àustria), 20 de juliol, 1776 - idem. 2 de març, 1830), va ser un director d'orquestra i violinista austríac, amic i professor de Beethoven, i líder del quartet de corda privat del comte Razumovsky. Schuppanzigh i el seu quartet van estrenar molts dels quartets de corda de Beethoven, i en particular, els quartets de corda tardans. El Schuppanzigh Quartet, que Schuppanzigh va fundar a finals de 1808, es considera el primer quartet de corda professional. Fins a la fundació d'aquest quartet, la música del quartet era interpretada principalment per aficionats o per músics professionals que s'unien de manera ad hoc.

## Biografia
Schuppanzigh era fill del professor d'italià de l'Acadèmia Militar Theresiana. Després d'abandonar la seva preferència primerenca per la viola, es va establir abans del seu 21è aniversari com a violista virtuós i violinista, així com com a director. Va donar classes de violí a Beethoven, i van romandre amics fins a la mort de Beethoven.

La dedicació de Schuppanzigh al seu quartet va tenir un paper fonamental en la transició de la interpretació i la composició del quartet. Abans de Beethoven, el repertori del quartet podia ser interpretat amb èxit per aficionats competents o professionals amb pocs assajos. Els quartets de Beethoven, començant pels tres de l'Op. 59 dedicat al comte Razumovsky, va introduir moltes noves dificultats tècniques que no es podrien superar completament sense un assaig dedicat. Aquestes dificultats inclouen recorreguts complexos sincronitzats tocats per dos o més instruments junts, ritmes creuats i hemiolas, i harmonies difícils que requereixen una atenció especial a l'entonació. Quan se li va informar que Schuppanzigh s'havia queixat d'un passatge especialment difícil, es diu que Beethoven va comentar:
| « | "De debò creu que penso en el seu senzill violí quan la musa em demana compondre?" | » |

El quartet de Razumovsky també va estrenar obres d'altres compositors. Franz Schubert va dedicar el seu quartet en la menor "Rosamunde" a Schuppanzigh.
Schuppanzigh's va ser el primer quartet de corda professional que va oferir concerts per a un públic que pagava subscripció.
Es diu que Schuppanzigh va portar Beethoven a un bordell, provocant la ira del compositor, després de la qual cosa va evitar Beethoven durant diversos mesos. Beethoven sovint feia broma sobre la seva corpulència, referint-se a ell com a "Milord Falstaff", un comentari dirigit tant al seu pes com a la seva propensió al menjar, a la beguda i al carous. Beethoven va escriure una breu cançó còmica dedicada a ell, "Lob auf den Dicken – Schuppanzigh ist ein Lump" (Lloança al gros - Schuppanzigh és un canalla), WoO 100 (1801).
Schuppanzigh va ser descrit com a guapo en la seva joventut, però en la vida adulta es va tornar greument obes. Cap al final de la seva vida, se suposa que els seus dits van engreixar tant que no va poder tocar en sintonia, i se suposa que va morir de paràlisi a Viena.